# Дуб-орел (пам'ятка природи)
Дуб-орел — ботанічна пам'ятка природи місцевого значення в Україні. Розташована у лісовому масиві на захід від села Боцманів Кролевецького району Сумської області. 
Площа 1 га. Створена 01.12.2006 року. Перебуває у віданні Державного підприємства «Кролевецьке лісомисливське господарство», Хрещатицьке лісництво, квартал 88, ділянка 33. 

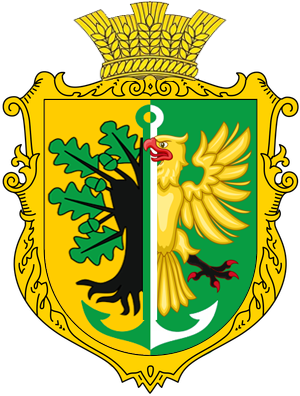
Пам'ятка на гербі Боцманового

Унікальне дерево дуба звичайного зі значними розмірами стовбура і крони серед насаджень сосни звичайної стиглого віку. Збереглося з часів зростання в цих місцях дубових лісів, які пізніше були замінені людиною на лісові культури переважно сосни звичайної.  Діаметр стовбура становить діаметр 177 см, висота дерева — близько 30 м, орієнтовний вік — 450—500 років. Має особливе наукове, рекреаційне, історико-культурне та виховне значення. 
2010 року пам'ятка посіла друге місце у номінації «Естетично цінне дерево України» обласного відбору для присвоєння звання «Національне дерево України».